# Битва за Басру (2003)
Би́тва за Ба́сру — одно из первых военных сражений Иракской войны в период вторжения в Ирак. Столкновения произошли между иракскими и британскими войсками.

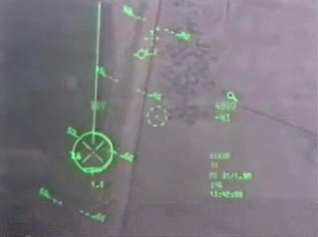
Два британских лёгких танка перед уничтожением, в прицеле американского самолёта

## Хронология
С самого начала вторжения Басра подвергалась интенсивным бомбардировкам авиации международной коалиции. Город защищал 3-й армейский корпус иракской армии. Со стороны британских войск участие принимала 7-я бронетанковая бригада. 23 марта бои завязались в пригородах города, иракская армия пошла в контрнаступление.[уточнить]
25 марта возле канала Шат-Аль Басра был уничтожен британский танк Челленджер 2, как сообщалось от выстрела однотипного танка. В результате взрыва погибло два танкиста, у танка сорвало башню.
26 марта над Басрой сбито два британских БПЛА «Феникс».
27 марта сообщалось, что британские войска захватили телевидение и радиостанцию Басры. В этот же день британские войска вступили в крупнейшее бронетанковое сражение со времён Второй мировой войны, в ходе битвы Королевский шотландский драгунский гвардейский полк уничтожил 15 или 14 иракских танков Т-55, не понеся потерь.
В начале апреля в результате блокады и недостатка медикаментов в городе началась эпидемия холеры.
4 апреля над Басрой сбито ещё два британских «Феникса».
7 апреля подполковник из 7-й бригады заявил, что оккупационные войска вошли во все районы города, в том числе в его исторический центр, и что в Басре находятся четыре тысячи солдат, 200 танков и сотни бронетранспортёров. Управляющим города был назначен один из иракских шейхов. Тогда же сообщалось, что в городе нашли тело Али Хасан аль-Маджида, но впоследствии информация была опровергнута. На месте взрыва авиационной бомбы, сброшенной американским самолётом, вместо «Химического Али» нашли тела 17 мирных граждан.

## Штурм города
24 марта 2003 года британская 847-я эскадрилья морской авиации занималась тыловым обеспечением наземных войск развёрнутых в Кэмп-Викинг, Кувейт. Использовались вертолёты Westland Gazelle и Westland Lynx AH.7 для разведки и транспортировки. Через 11 дней эскадрилья уничтожила 43 цели вокруг южной Басры без потерь.
При поддержке танков англичане стали овладевать окраинами города. 27 марта британская 3-я бригада специального назначения (3 брспн) Королевской морской пехоты дважды совершала рейды в пригороде Абу-аль-Хасиб при поддержке танков; 40-й батальон (40 Commando) 3-й бригады СпН КМП в ходе разведки выявил позиции иракских войск в пригороде.
30 марта британские войска провели операцию «Джеймс» (Operation James) с целью занятия пригорда Абу-аль-Хасиб, что не являлось серьёзным наступлением. Роты альфа (A), браво (B) и дельта (D) 40-го батальона 3-й бригады СпН и маневренная группа поддержки (Maneuver Support Group) атаковали пригород, эскадрон Чарли (C) 1-го Её Величества драгунского гвардейского полка на FV107 Scimitar вёл огонь по засевшим в бункерах и зданиях иракским солдатам. 3-я бригада СпН КМП захватила мост через реку, отделяющую город от пригорода после перестрелки с 20—30 иракскими солдатами, частью убитых, частью бежавших. Продвигавшиеся британские морпехи встречали эпизодическое сопротивление в ходе операции в пригороде. Поддержку им оказывал эскадрон Challenger 2 Королевского шотландского драгунского гвардейского полка. К 31 марта пригород был очищен от иракских сил.
В ходе штурма было захвачено 300 иракских пленных. Это стало крупнейшим сражением британских войск с бронетехникой врага со времён Второй мировой войны.
Британские танки и мотопехота 7-й бронетанковой бригады, известной как «Пустынные крысы» («Desert Rats»), вошли в центр города с северной стороны 6 апреля. Британские солдаты уничтожили штаб-квартиру партии Баас, потеряв трёх военнослужащих. Вскоре стало очевидно, что иракская оборона разваливается, иракцы покидали позиции, бригада в течение 3 часов сражалась против 300 противников в Литературном колледже, в конечном итоге одержав победу над фидаинами.
6 апреля 42-й батальон СпН (42 Commando), поддержанный эскадроном танков Челленджер 2 Королевского шотландского драгунского гвардейского полка, напал на город с юга, застав иракцев врасплох. Рота Майк (M) захватила 5 мостов в городе в момент бегства федаинов. 539-й штурмовой батальон (539 Assault Squadron) королевских морских пехотинцев и отряд SEAL попытались войти в город водным путём по реке Шатт-эль-Араб, но им помешали иранские патрульные корабли. Когда рота J подошла к президентскому дворцу, Harrier II КМП США сбросил 500-килограммовую авиабомбу на охрану дворца, заставив её покинуть позиции. SEAL направились в дом «Химического Али» в поисках ОМП.